# Bockholte
Bockholte ist ein Ortsteil der Stadt Werlte, Samtgemeinde Werlte, auf dem Hümmling, im niedersächsischen Landkreis Emsland und hat rund 600 Einwohner.

## Geografie

### Geografische Lage
Bockholte liegt im Nordosten des Landkreises an der Grenze zum Landkreis Cloppenburg zwischen Werlte, Vrees und Lindern. Die Kreisstadt Meppen liegt etwa 35 km (Luftlinie) südwestlich von Bockholte.
Die Landschaft besteht überwiegend aus Wiesen und Wäldern, das Dorf ist noch stark landwirtschaftlich geprägt. Die Mittelradde verläuft südlich von Bockholte. Die Bockholter Dose, ein Naturschutzgebiet, liegt östlich des Dorfes.

### Ausdehnung des Dorfgebiets
Bockholte umfasst eine Fläche von 12,28 km². Ursprünglich hatte Bockholte eine Größe von 27 km², zwischen 1900 und 1942 musste Bockholte jedoch, auf Verordnung der Regierung, 55 % seiner Gemarkung an Nachbargemeinden abgeben.

## Geschichte
Bockholte wird im 14. Jahrhundert erstmals erwähnt und gehörte zur Gemeinde Werlte. Ab 1625 ist der Ort eigenständig, bis mit dem Gesetz zur Neugliederung der Gemeinden in den Räumen Leer und Aschendorf-Hümmling am 1. Januar 1973 Bockholte in die Gemeinde Werlte eingegliedert wurde.
Bei einem Feuer, das am Sonntag, den 25. Mai 1889 bei Meemken ausbrach und rasch um sich griff, wurden binnen zweier Stunden 17 Gebäude vernichtet. Im Sommer des Jahres 1895 brach unter den Kindern die Diphtherie aus. Die Schule musste für sieben Wochen geschlossen werden. 14 Kinder fielen der Krankheit zum Opfer.
Im Jahre 1923/1924 legte die Gemeinde eine elektrische Licht- und Kraftanlage an. Die Kosten, die ungefähr 90 bis 100 Millionen Mark betrugen, wurden durch den Verkauf eines Kiefernbestandes gedeckt. Jede Wohnung erhielt kostenlos die Anlage und eine Brennstelle geliefert.
1993 wurden in einem Acker zwei große Findlinge entdeckt. Als diese ausgehoben und nach Werlte abtransportiert werden sollten, konnte durch die Initiative einiger Bockholter Bürger bei der Gemeinde erwirkt werden, dass ein Findling im Dorf blieb. Mit Wirkung vom 1. Januar 2001 wurde Bockholte in das Dorferneuerungsprogramm aufgenommen. Der Förderzeitraum läuft von 2003 bis 2009. Einige private und vier öffentliche Maßnahmen (Bushaltestelle und Fahrbahnteiler in der Ortsmitte, Fahrbahnteiler in Richtung Vrees, Bushaltestelle und Fahrbahnteiler an der Gut-Einhaus-Straße sowie Sanierung Umkleidekabine am Sportplatz) wurden umgesetzt.

### Wichtige Ereignisse der vergangenen Jahrhunderte in Bockholte
- 1625: Bockholte wird eigenständig.
- Ende des 17. Jh.: Bockholte baut eine eigene Schule.
- 1838: Eine größere Schule wird gebaut.
- 1878: Der Schützenverein Bockholte wird gegründet.
- 25. Mai 1889: Große Brandkatastrophe (17 Gebäude brennen ab).
- Sommer 1895: Unter den Kindern brach die Diphtherie aus (14 Kinder starben).
- 1900–1942: Bockholte muss 55 % seiner Gemarkung an Nachbargemeinden abgeben.
- 1912: Familie Einhaus baut ein Gutshaus in Bockholte.
- 1922/23: Eine noch größere Schule wird errichtet.
- 1923/24: Eine elektrische Licht- und Kraftanlage wir errichtet.
- 1934: Die Schule von 1838 wird zur St.-Anna-Kapelle ausgebaut.
- 1936: Ein ca. 800 Jahre alter Eichenbalken wird gefunden.
- 1969: Die Schule wird aufgelöst.
- 1973: Bockholte wird Ortsteil von Werlte.
- 1993: Zwei große Findlinge werden in einem Acker gefunden.
- 2001: Bockholte wird in das Dorferneuerungsprogramm aufgenommen.

### Schulwesen in Bockholte
Ende des 17. Jahrhunderts baute die Gemeinde Bockholte eine eigene Schule, vorher mussten die Kinder die Schule in Werlte besuchen. Wegen der steigenden Schülerzahl baute man 1838 eine größere Schule mit einer Lehrerwohnung. Diese Schule wurde 1934 mit Unterstützung von Pastor Windus zur St.-Anna-Kapelle ausgebaut. In den Jahren 1922/1923 wurde nochmals eine neue Schule errichtet, wegen der Geldentwertung betrugen die Baukosten zirka 1 Million Mark. Als 1969 die Schule aufgelöst wurde, mussten die Kinder wieder nach Werlte zur Schule. Die Schule wurde 1993/1994 abgebrochen.

### Einwohnerentwicklung

Einwohnerentwicklung von Bockholte zwischen 1821 und 1971

| Jahr | Einwohner |
| ---- | --------- |
| 1821 | 264       |
| 1848 | 288       |
| 1871 | 302       |
| 1885 | 275       |
| 1905 | 244       |
| 1925 | 354       |
| 1933 | 361       |
| 1939 | 418       |
| 1946 | 519       |
| 1950 | 472       |
| 1956 | 408       |
| 1961 | 438       |
| 1971 | 458       |

## Kirche
St.-Anna-Kirche in Bockholte: Bokelhus in der Pfarrei Werlte wird 1442 erwähnt. Eine der hl. Anna geweihte Kapelle wurde 1523 konsekriert. Grundstock der 1934 errichteten jetzigen Kapelle
(Architekt o. Harren, Haselünne; Benediktion 13. Dezember 1934) ist ein altes Schulhaus, dessen
Dachreiter mit Zwiebeltürmchen noch heute kennzeichnendes Merkmal der Kapelle ist; dieser
Schule wurde ein Querhaus mit einem Anbau für den Altarraum vorgebaut. Eine Sanierung fand 1988 statt (Architekt R. Bonge, Werlte). Eine Bronzeglocke aus dem Jahr 1924 befindet sich im Kirchturm.

## Kultur und Sehenswürdigkeiten
In Bockholte kann man einen großen Findling sehen. Im Ortskern befindet sich eine Kapelle.

### Gaststätte Meemken
Die Gaststätte Meemken ist eine Sehenswürdigkeit in Bockholte, da in ihr seit 1890 durchgehend Bier und Spirituosen ausgeschenkt werden. Bis vor einiger Zeit bildete die Gaststätte, nach Kirche und Schule, den Dorfmittelpunkt, da bei Meemken lange Zeit die Schützen- und andere Dorffeste abgehalten wurden. So wurden beispielsweise auch früher die Schützenkönige im hauseigenen Schießstand ausgeschossen. Eine lange Zeit besaß Meemken auch einen Kaufladen, in dem es von Brötchen bis zu Kinderspielzeug alles gab; dieser wurde aber aufgegeben.

### Regelmäßige Veranstaltungen
Jährlich findet das traditionelle Schützenfest (8. und 9. August), ein Osterfeuer, ein Erntedankfest sowie ein Sportwochenende statt. Es gibt einen Feiertag, den es vermutlich nur in Bockholte gibt: Mutter Anna (Namenstag der Kapelle), dieser ist am 26. Juli.

### Vereine
- Kapellenverein
- Landjugend
- Nikolausverein
- Schützenverein
- Sportverein FC Bockholte
- Arbeitskreis Dorferneuerung
- Jägerverein
- Krabbelgruppe
- Seniorenverein